# 엑스트라넷
엑스트라넷(extranet)은 외부 조직의 승인된 사용자들에게 확장된 사설 인트라넷이다. 엑스트라넷은 인트라넷과 달리, 특정회사 내의 종업원들만 사용하는 시스템이 아니라, 오히려 해당회사 외부의 이해관계자들도 함께 사용할 수 있는 시스템을 의미한다.
기업은 개방형 인터넷 기술인 엑스트라넷을 이용함으로써 고객과 사업 파트너간의 커뮤니케이션을 개선할 수 있게 되었으며, 사업적으로 우위에 있을 수 있게 되었다. 엑스트라넷이 제공하는 효과로는 제품개발, 생산비 절감, 마케팅, 분배, 제휴회사와의 공동투자 등이 있다. 엑스트라넷은 인터넷 기술을 이용하여 자사의 인트라넷과 다른 비즈니스 파트너들의 인트라넷을 서로 연결하는 네트워크 연결이다. 엑스트라넷은 가상시설망을 이용하여 기업간에 직접적으로 안전하게 연결하기도 하며, 또는 인터넷을 사용하지만 데이터 암호화 기술과 방화벽을 이용하여 보안을 유지하기도 한다.

## 비즈니스 가치
- 엑스트라넷의 웹브라우저 기술로 인해 고객과 공급자는 기존의 방법보다 훨씬 빠르고 편리하게 접속할 수 있게 된다.
- 기업은 엑스트라넷을 통해 비즈니스 파트너들에게 새로운 형식의 상호대화식 웹서비스를 제공할 수 있다.
- 고객과 비즈니스 파트너 간의 공동작업을 향상시키며, 온라인 상에서 이루어지는 상호대화식 제품 개발과 마케팅을 가능하게 함으로써, 고객지향적인 제품을 시장에 보다 더 빨리 출시할 수 있게 한다.[2]

## 같이 보기
- 광역 통신망